# Terrebonne (district électoral du Canada-Uni)
Pour les articles homonymes, voir Terrebonne (homonymie).
Circonscription électorale provinciale du Canada
Terrebonne est un district électoral de l'Assemblée législative de la province du Canada.

## Liste des députés
| Années | Années      | Député                      | Affiliation       |
| ------ | ----------- | --------------------------- | ----------------- |
|        | 1841 - 1844 | Michael McCulloch           | Tory unioniste    |
|        | 1844 - 1848 | Louis-Hippolyte La Fontaine | Canadien-français |
|        | 1848 - 1851 | Louis-Michel Viger          | Canadien-français |
|        | 1851 - 1854 | Augustin-Norbert Morin      | Réformiste        |
|        | 1854 - 1857 | Gédéon-Mélasippe Prévost    | Rouge             |
|        | 1857 - 1858 | Louis-Siméon Morin          | Bleu              |
|        | 1858 - 1861 | Louis-Siméon Morin          | Bleu              |
|        | 1861 - 1863 | Louis Labrèche-Viger        | Rouge             |
|        | 1863 - 1867 | Louis Labrèche-Viger        | Rouge             |